# لوکاس داوسر
لوکاس داوسر (آلمانی: Lukas Dauser؛ زادهٔ ۱۵ ژوئن ۱۹۹۳) ژیمناست هنری اهل آلمان است.